# Bernardo Barrondo
Bernardo Uriel Barrondo (* 5. Juni 1993) ist ein guatemaltekischer Geher.

## Leben
Bernardo Barrondo ist der jüngere Bruder des Vizeweltmeisters von 2012 im 20-km-Gehen, Erick Barrondo. Sein Cousin, José Alejandro Barrondo, ist ebenfalls als Geher aktiv und mehrfacher WM-Teilnehmer.

## Sportliche Laufbahn
Barrondo sammelte 2017 erste internationale Wettkampferfahrung im Gehen, als er in Nicaragua an den Zentralamerikaspielen über die selten zu absolvierende 35-km-Distanz antrat und schließlich die Goldmedaille gewinnen konnte. Bereits zuvor bestritt er in der Heimat erstmals einen Wettkampf über 50 km und benötigte für die Strecke eine Zeit von 3:57:45 h. 2018 siegte er bei den heimischen Meisterschaften über 50 km. Im März gewann er die Goldmedaille bei den Zentralamerikanischen Meisterschaften im Gehen über 20 km in einer Zeit von 1:25:22 h, die seitdem persönliche Bestleistung sind. Anfang Mai trat Barrondo bei den Geher-Team-Weltmeisterschaften im chinesischen Taicang an und steigerte sich über 50 km auf eine Zeit von 3:53:10 h. Später im August verpasste er als Vierter knapp die Medaillenränge bei den Zentralamerika- und Karibikspielen in Kolumbien. 2019 war er für die Panamerikanischen Spiele in Lima qualifiziert, wurde während des Rennens allerdings disqualifiziert. 2020 gewann er über 35 km seinen zweiten nationalen Meistertitel. Im März 2021 gewann Barrondo mit neuer Bestzeit von 3:47:01 h den prestigeträchtigen 50-km-Wettbewerb von Dudince und qualifizierte sich damit für die Olympischen Sommerspiele in Tokio. Dort ging er im August an den Start und belegte bei seinem Olympiadebüt den 34. Platz.

## Wichtige Wettbewerbe
| Jahr                  | Veranstaltung                     | Ort                   | Platz                 | Disziplin             | Zeit                  |
| Startet für Guatemala | Startet für Guatemala             | Startet für Guatemala | Startet für Guatemala | Startet für Guatemala | Startet für Guatemala |
| --------------------- | --------------------------------- | --------------------- | --------------------- | --------------------- | --------------------- |
| 2017                  | Zentralamerikaspiele              | Managua               | 2.                    | 35 km Gehen           | 2:46:39 h             |
| 2018                  | Zentralamerika- und Karibikspiele | Barranquilla          | 4.                    | 50 km Gehen           | 4:24:20 h             |
| 2019                  | Panamerikanische Spiele           | Lima                  |                       | 50 km Gehen           | DSQ                   |
| 2021                  | Olympische Sommerspiele           | Tokio                 | 34.                   | 50 km Gehen           | 4:08:34 h             |

## Persönliche Bestleistungen
- 20-km-Gehen: 1:25:22 h, 24. März 2018, San José
- 50-km-Gehen: 3:47:01 h, 20. März 2021, Dudince